# Râul Șaru, Neagra Șarului
Râul Șaru este un afluent al râului Neagra Șarului. 